# Våghus

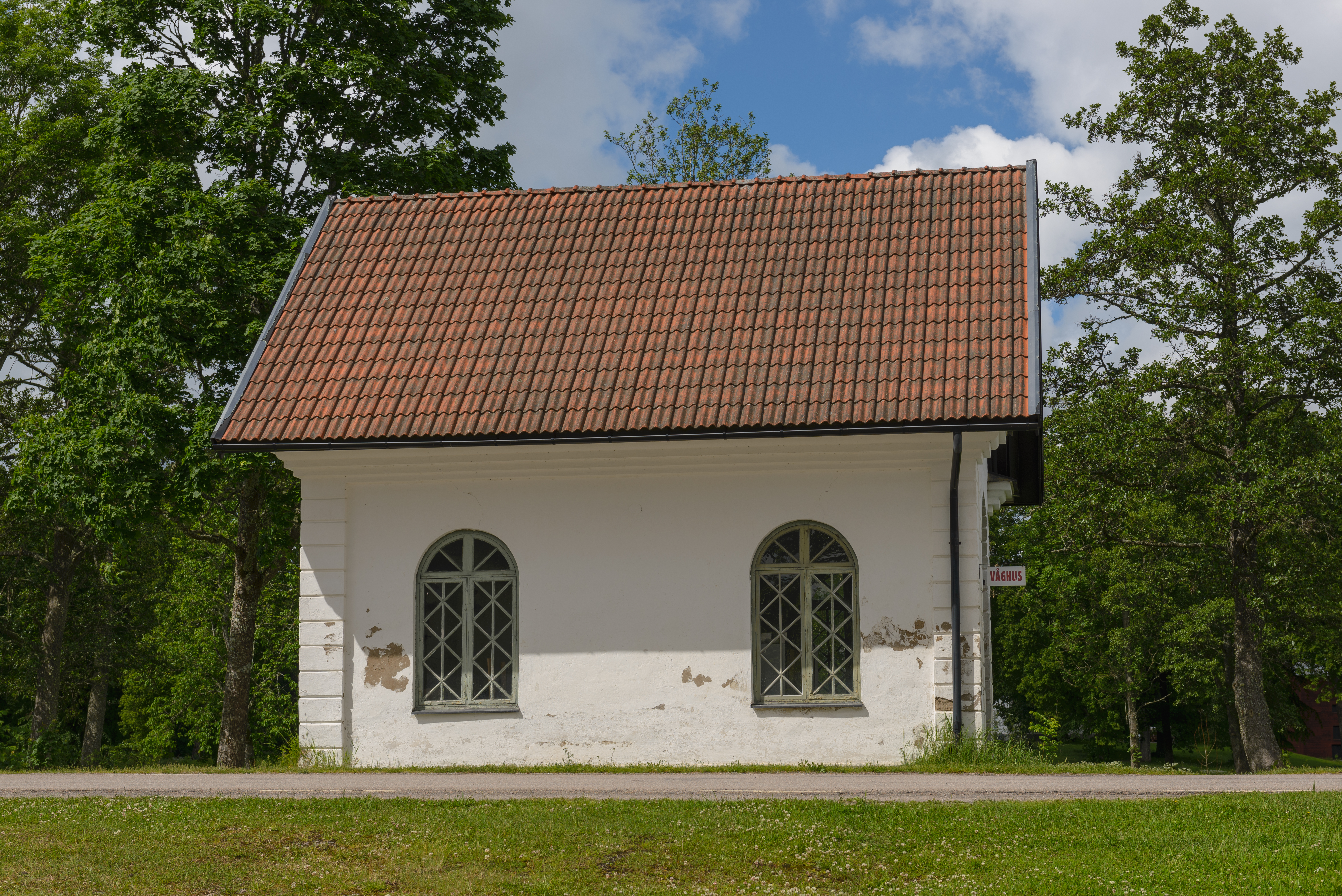
Våghus vid Strömsbergs bruk.

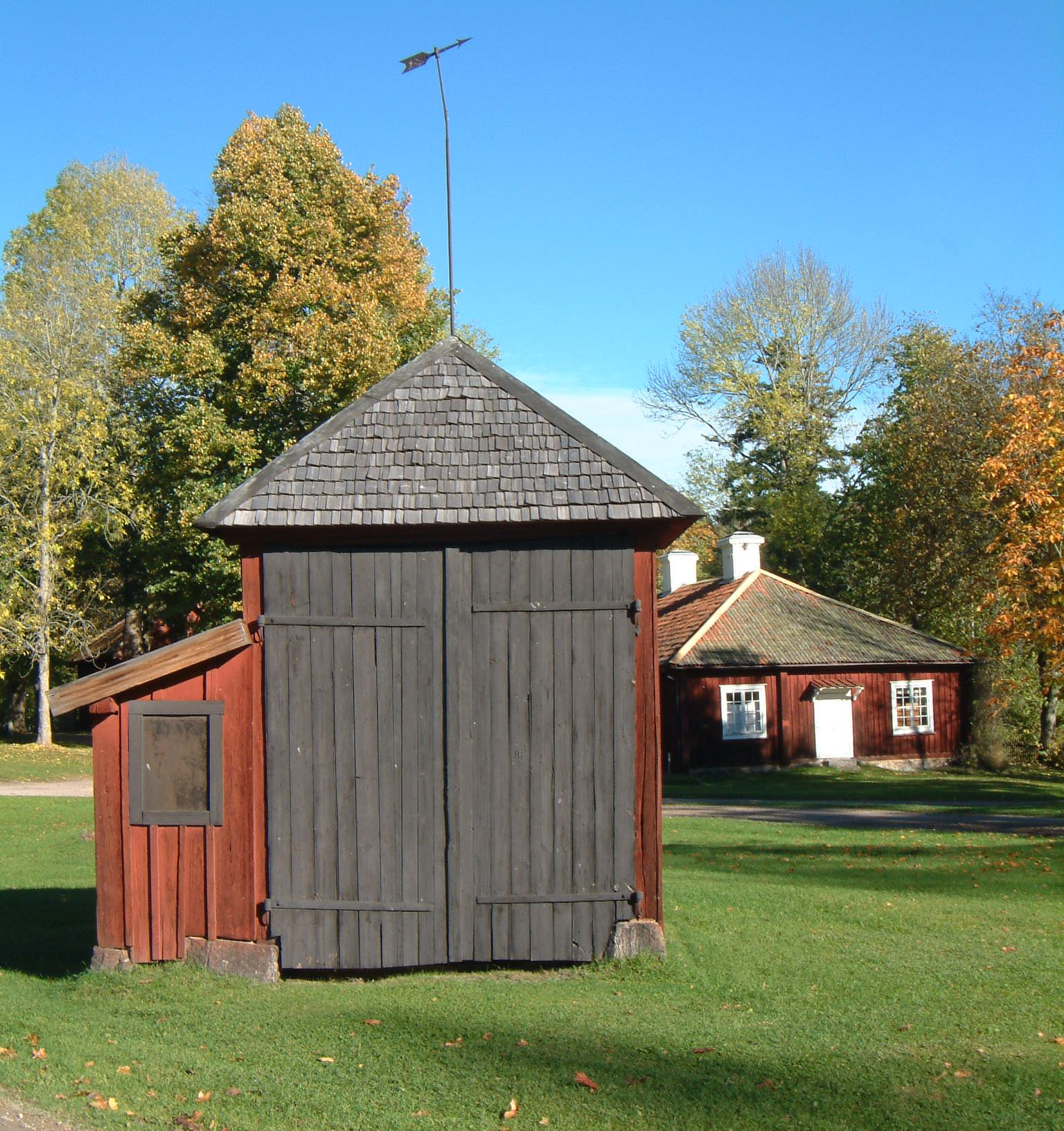
Våghus vid Engelsbergs bruk.

Med våghus menar man oftast en fristående mindre byggnad som innehåller någon typ av våg. Dessa kan vara av olika typer:
- Allmän stadsvåg. En sådan kunde också kallas packhusvåg. I våghuset kunde även stadens mått förvaras. De flesta städer hade förr endast en våg. Vågen förestods av en vägare eller vågmästare, som fram till 1887 skulle vara edsvuren. För att få väga sina varor på stadsvågen fick man betala en vågpenning, som ibland kunde utgöra en betydande intäktskälla för staden ifråga. I Stockholm upphörde år 1824 skyldigheten att väga lantmannavaror, och år 1872 upphörde även tvånget att väga sjöledes inkommande varor.

- Viktualievåg var en mindre våg som i större städer fanns vid de stora salutorgen.[1] De kompletterade stadsvågen.

- Järnvåg. Allt järn som passerade vissa upplagsplatser måste vägas. Enligt en förodning av år 1671 skulle vågmästarna tillsättas av Bergskollegium. År 1730 fanns det auktoriserade vågar på 26 orter i landet.[2] Vid järnvågarna skulle man även bedöma järnets kvalitet. Denna verksamhet uppfylldes av järnvräkarna. År 1864 upphörde skyldigheten att väga järn- och stålvaror som exporterades. I Stockholm indrogs järnvågen 1885, i Norrköping 1886, och i Göteborg 1890.

- Tackjärnsvåg. Dessa uppkom mot mitten av 1700-talet, eftersom det från 1739 fanns ett förbud mot export av tackjärn.[3] Dessa verksamhet övertogs så småningom av järnvågarna.

- Metallvåg. Dessa var avsedda för vägning av andra metaller än järn, till exempel koppar, bly och mässing.